# Eeyou Istchee Baie-James (gouvernement régional)
Cet article concerne le gouvernement régional. Pour le territoire municipal, voir Eeyou Istchee Baie-James (municipalité).
Le Gouvernement régional d'Eeyou Istchee Baie-James (en cri : ᐄᔨᔨᐤ ᐊᔅᒌ ᒉᐃᒥᔅ ᐯᐃ ᐊᔅᒌᐤ ᑎᐹᔨᐦᒋᒑᐎᓐ (iiyiyiw aychii cheimiy pei aychiiw tipaayihchichaawin), en anglais : Eeyou Istchee James Bay Regional Government) est une entité de gouvernance régionale sui generis du Québec. Le conseil du gouvernement régional est composé de 22 sièges partagés en parts égales entre les représentants des territoires autochtones d'Eeyou Istchee et ceux allochtones de la Jamésie. Seul gouvernement régional au Québec, il exerce sur son territoire les compétences, les fonctions et les pouvoirs conférés à une municipalité locale, à une municipalité régionale de comté et à une table locale de gestion intégrée des ressources du territoire,.

## Histoire
Il a été constitué le 31 décembre 2013 et succède à la Municipalité de Baie-James et l'Administration régionale crie. La première séance s'est tenue le 21 janvier 2014 à Waskaganish, dans le Nord-du-Québec. À cette occasion, Manon Cyr, la mairesse de Chibougamau, a été désignée comme première présidente du Gouvernement régional, pour un mandat de deux ans.

## Territoire
Le territoire géré par le gouvernement est celui de l'ancienne municipalité de la Baie-James, entièrement situé en Jamésie, auquel on a soustrait les terres de catégorie II. Il n'intervient pas dans les affaires d'Eeyou Istchee ou des villes jamésiennes enclavées (même si les membres du Gouvernement proviennent majoritairement de ces municipalités), il est plutôt l'espace commun de 277 000 km2, identifié comme les terres de catégorie III, entre ces municipalités,. Le territoire n'a pas de chef-lieu.

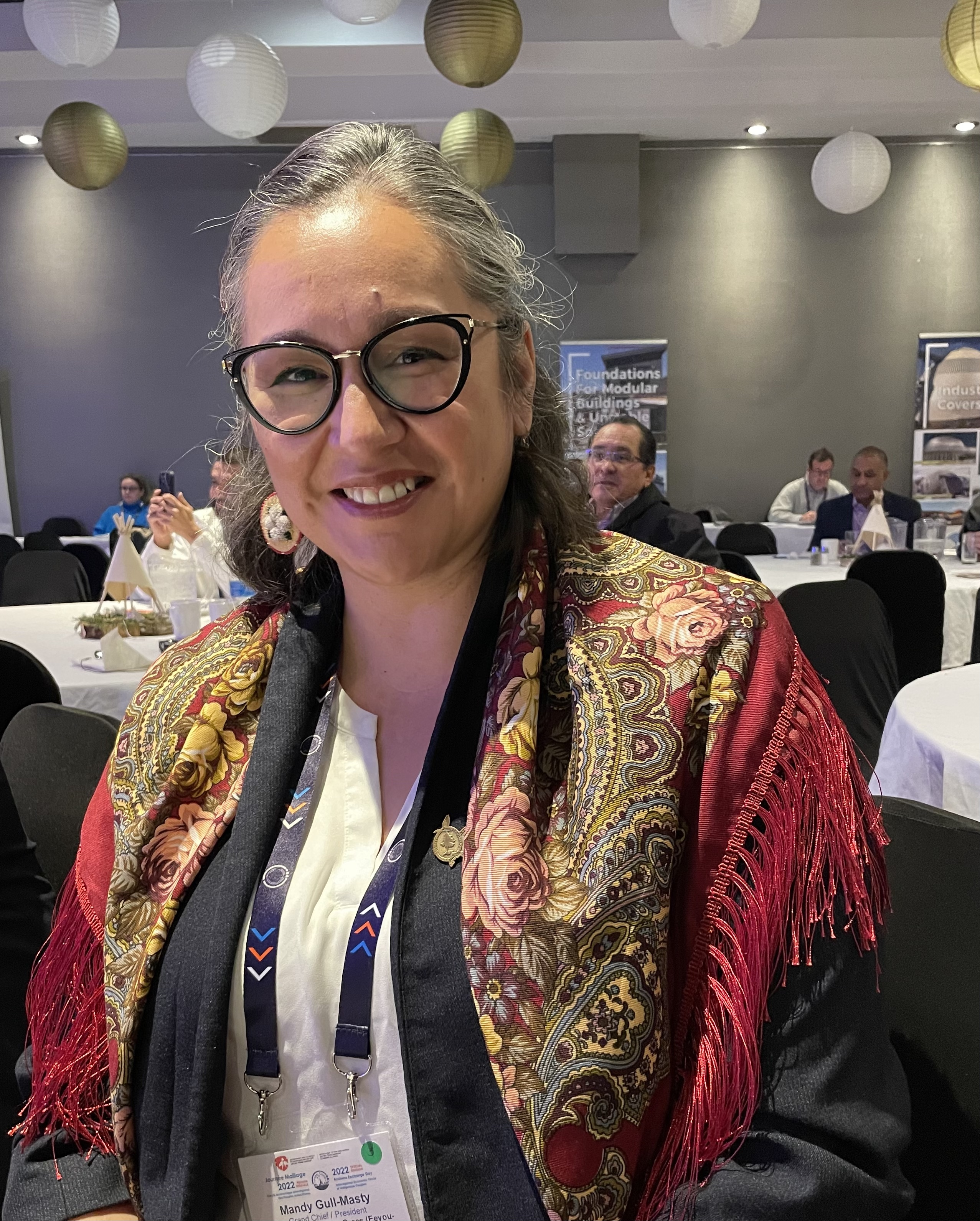
Mandy Gull-Masty, présidente 2024-2025 du GREIBJ.

## Conseil gouvernemental

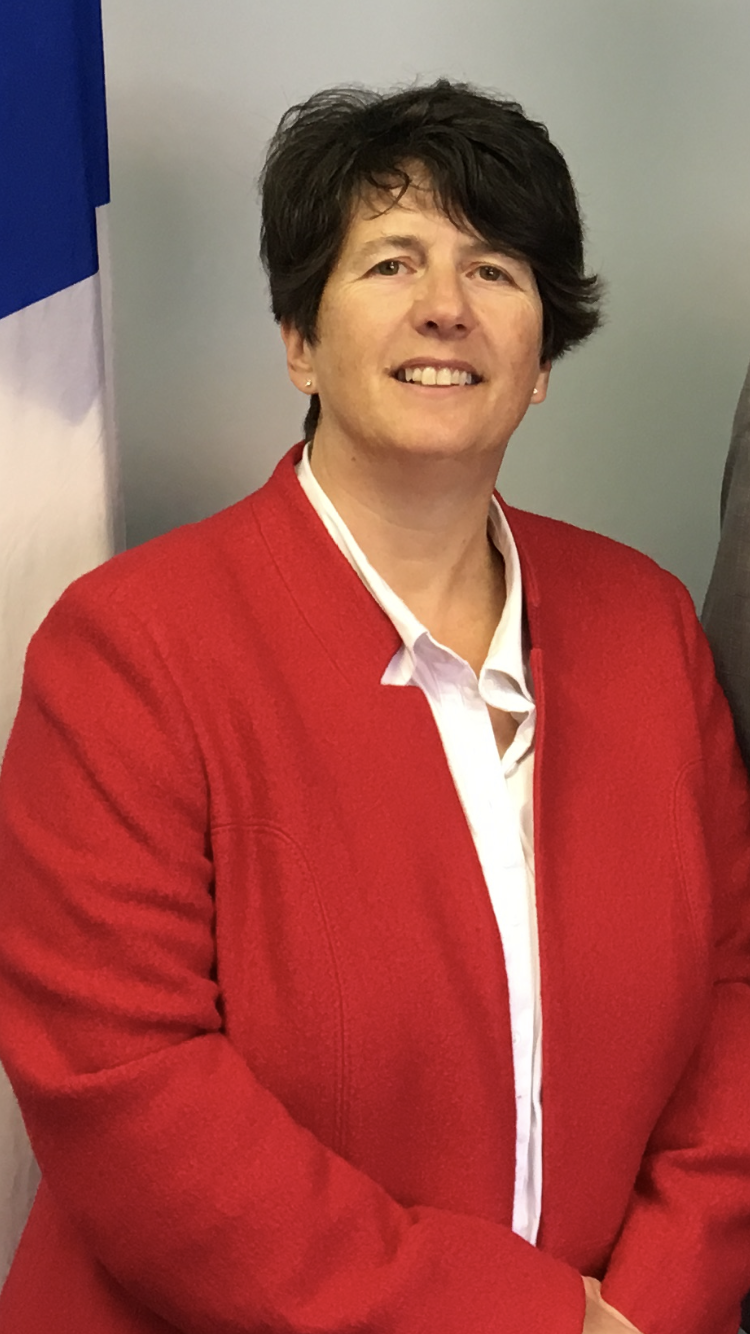
Manon Cyr, vice-présidente 2024-2025 du GREIBJ.

### Membres
Le conseil du gouvernement est composé de :
- 11 représentants cris, soit le chef du Grand Conseil des Cris et 10 membres de ce Grand Conseil ;
- 11 représentants jamésiens, soit des membres élus de conseils municipaux en dehors des communautés cris ;
- un représentant du gouvernement du Québec, désigné par le sous-ministre du Ministère des Affaires municipales et de l'Habitation (sans droit de vote).

### Présidence
Le conseil est présidé en alternance par un membre représentant les Cris et un membre représentant les Jamésiens. Le mandat est d'une durée de deux ans.
| Nom              | Mandat      | Fonction                         |
| ---------------- | ----------- | -------------------------------- |
| Manon Cyr        | 2014 - 2015 | Mairesse de Chibougamau          |
| Mathew Coon Come | 2016 - 2017 | Chef du Grand Conseil des Cris   |
| Manon Cyr        | 2018 - 2019 | Mairesse de Chibougamau          |
| Abel Bosum       | 2020 - 2021 | Chef du Grand Conseil des Cris   |
| Mandy Gull-Masty | 2021        | Cheffe du Grand Conseil des Cris |
| Manon Cyr        | 2022 - 2023 | Mairesse de Chibougamau          |
| Mandy Gull-Masty | 2024 - 2025 | Cheffe du Grand Conseil des Cris |

## Logo
Le logo du Gouvernement régional Eeyou Istchee Baie-James a été créé par l'artiste-peintre matagamienne Stéfanie Thompson. Les silhouettes d'un visage, d'une outarde et d'un conifère représentent le peuple, la nature et la culture. Ses trois couleurs représentent aussi la diversité du territoire d'Eeyou Istchee Baie-James.